# Slaphappy Sleuths
Slaphappy Sleuths (br.: De olho no óleo) é um filme estadunidense curta-metragem de 1950 do gênero Comédia, dirigido por Jules White. É o 127º de um total de 190 filmes da série com Os Três Patetas, produzida entre 1934 e 1959 pela Columbia Pictures.

## Enredo
Os Três Patetas são contratados como investigadores da Companhia Petrolífera Cebola, pois seu chefe acha que suas caras de idiotas enganarão uma quadrilhas de ladrões que está a roubar postos de gasolina da empresa. Disfarçados de trabalhadores de um posto de gasolina, seu primeiro cliente (Emil Sitka) tem o carro destruido pelos "serviços" prestados pelo atrapalhado trio (que incluem pedicure e outros, típicos de salão de beleza). O segundo cliente são os ladrões que fogem com o dinheiro da caixa registradora mas deixam um rastro de óleo ao sairem com o carro antes que Larry completasse o serviço no motor. Os Patetas vão atrás e entram numa grande e confusa luta contra os ladrões, terminando com todos desmaiados.